# Жан-Франсоа Пилатр де Розје
Жан-Франсоа Пилатр де Розје (фр. Jean-François Pilâtre de Rozier; рођен 30. марта 1754 – преминуо 15. јуна 1785) био је француски учитељ хемије, физике и један од пионира ваздухопловства. Његов балон се срушио при покушају прелета канала Ламанша. Заједно с његовим партнером Пјер Роменом, постаје прва жртва ваздухопловне несреће у историји.

## Биографија
Жан-Франсоа Пилатр де Розје је рођен граду Мец на северу Француске, као четврто дете Магдалене Вилмар и Матурин Пилатра (де Розје - „Ружа"). Отац му је био бивши војник, радио је као крчмар у Форт-Мозелу у Мецу. Жан-Франсоа је студирао хемију, за њу и лекове се почео занимати радећи у војној болници у родном граду. Са 18 година је отишао у Париз где је привукао пажњу многих утицајних људи, а потом га је на академији Ремсу где је студирао физику и хемију запазио гроф из Провансе, брат краља Луја XVIII. Вративши се у Париз постављен је на место шефа кабинета физике, хемије и историје природних наука, а исто тако постаје и дворски слуга Грофове супруге, која му касније и додјељује племићки назив Пилатр де Розје. Године 1781. 11. децембра, он је отворио први музеј природних наука, где је вршио разне експерименте из физике и држао демонстрације племству. Исто тако је вршио истраживања у области гасова и измислио је први респиратор.

## Пионир ваздухопловства
Деветнаестог новембра 1783. Пилатр де Розје је у дворишту Версајског дворца асистирао при првом лету непривезаног балона браће Монголфје са овцом, пијетлом и патком као путницима. Након низа експерименталних летова, 21. новембра 1783. Де Розје је, заједно с маркизом Франсоа Лоран д'Арландом, обавио први контролисани лет балоном. Лет у Монголфјеовом ваздушном балону на топао ваздух трајао је 25 минута, пређено је 12 km и достигнута је висина од 900 m. Уз Жозефа Монголфјеа, био је један од шест путника на другом лету 19. јануарa 1784. у великом Монголфјеовом балону који је узлетео из Лиона. Иако много већих димензија него први, запремине 23.000 m³, балон је прешао краћи пут.
Де Розје је 23. јуна 1784, заједно са Жозефом Прустом, учествовао и у следећем лету. Нешто измењена верзија Монголфјеовог је на висини од 900 m, изнад облака, прелетио 52 km за 45 минута, када се морао спустити ради турбуленције и хладноће. Ипак је постигнут рекорд у брзини и дужини лета.

## Прелет енглеског канала
Де Розјеов следећи план је био прелет енглеског канала (Ламанш) из Француске у Енглеску. За тај потхват преуређен је Монголфјеов балон како би могао понети више горива за загревање ваздуха. Као пуњење балона коришћен је гас водоник. Балон је био спреман за лет у јесен 1784. али се чекао прелет Француза Жан-Пјер Бланшарда и Американца Др. Џона Џефриза из Енглеске у Француску 7. јануара 1785. године у балону сличне конструкције са водоником. Уз неколико неуспешних покушаја узлетања Де Розје и Пјер Ромеин 15. јуна 1785. успевају подићи балон, али се убрзо ради промене смера ветра, балон враћа 5 km од места узлетања, изненада долази до пражњења ваздуха и пада на земљу. Де Розје и његов партнер Пјер Ромеин су погинули и тако постали прве познате жртве једне ваздухопловне несреће.